# Che notte, ragazzi!
Che notte ragazzi! è un film del 1966 diretto da Giorgio Capitani.

## Trama
L'avvocato Tony Green deve consegnare un assegno di due milioni di dollari come risarcimento, alla vedova di un ricco uomo d'affari che è morto a seguito di una esplosione avvenuta sull'aereo subito dopo il decollo. Tony deve raggiungere la vedova che al momento si trova all'estero e con l'occasione parte con Monica che gli serve per nasconde nella borsa l'assegno dell'assicurazione. Una volta recuperato l'assegno, che per errore senza accorgersene lo scambia con uno da venti dollari lo consegna alla vedova. Ma attorno a questo assegno avvengono una serie di delitti: la vedova, il suo secondo marito e l'autore dell'attentato all'aereo.

## Conosciuto anche come
- ... È stato lungo, difficile, però adesso... Che notte ragazzi!